# ジョゼ・セルジオ・プレスティ

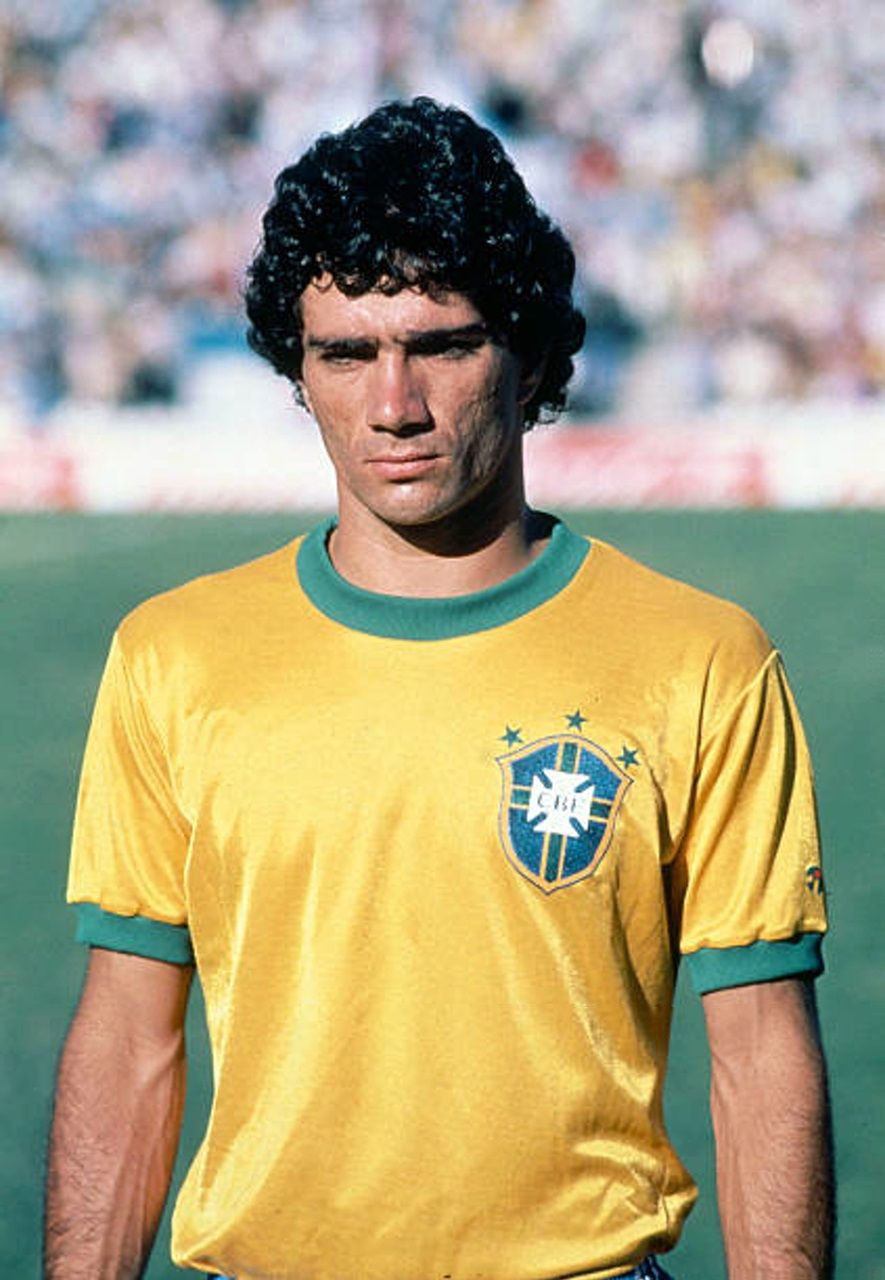
ジョゼ・セルジオ・プレスティ

ゼ・セルジオ（Zé Sérgio）ことジョゼ・セルジオ・プレスティ（José Sérgio Presti、1957年3月8日 - ）は、ブラジル出身で元同国代表のプロサッカー選手、サッカー指導者。現役時代のポジションはフォワード(左ウイング)。元ブラジル代表のリベリーノの甥にあたる。
実娘のタイーザ・プレスティ (Thaíssa Presti) は陸上選手で、北京オリンピック女子400mリレーのブラジル代表選手。

## 来歴

### 選手時代
現役時代は左ウイングとしてブラジルのサンパウロFCで活躍
、サントスFCでもプレーした。サントスでは、三浦知良とポジションを争ったこともあったが、三浦はポジションを奪えず、すぐに移籍した。
ブラジル代表では25試合5得点。1978年には21歳でワールドカップ・アルゼンチン大会のブラジル代表メンバーにジーコやリベリーノ、トニーニョ・セレーゾらと共に名を連ねたが、怪我のため本大会での出場機会はなかった。
1988-1989シーズンからは来日し、JSLの日立製作所サッカー部（現・柏レイソル）で2シーズン間に渡ってプレーした。1989年10月1日、国立霞ヶ丘陸上競技場で行われたJSLオールスターサッカーではチームメイトの水島武蔵と共にEASTの選手として出場し、MVPを獲得した。

### 指導者として
現役引退後はコーチとしてそのまま日立および柏レイソルに留まり、1993年9月から監督代行、カレッカを直接勧誘し入団させた。1994年からは正式に監督に就任した。同年のジャパンフットボールリーグで2位となりクラブとして念願のJリーグ昇格を果たす。1995年のJリーグ・サントリーシリーズ（前期）でリーグ最下位の14位に沈み、任期途中で解任された。
その後、ブラジルへ帰国。故郷のサンパウロ州で自身の名を冠した若手育成の為のサッカーセンターを運営している。2003年頃から古巣のサンパウロFCに誘われ、下部組織の指導に携わる。2005年からはサンパウロFC・U-17チームの監督を務める。デニウソンやブレーノをはじめとする多くの有望選手を育てた。2012年、パウリスタFCの監督に就任したセルジオ・バレージの後を受けてサンパウロFC・U-20チームの監督に昇格した。

## 所属クラブ
- 1977年 - 1984年  サンパウロFC
- 1984年 - 1986年  サントスFC
- 1986年 - 1987年  CRヴァスコ・ダ・ガマ
- 1988年 - 1990年  日立製作所

## 個人成績
| 国内大会個人成績 | 国内大会個人成績 | 国内大会個人成績 | 国内大会個人成績 | 国内大会個人成績 | 国内大会個人成績 | 国内大会個人成績 | 国内大会個人成績 | 国内大会個人成績 | 国内大会個人成績 | 国内大会個人成績 | 国内大会個人成績 |
| 年度             | クラブ           | 背番号           | リーグ           | リーグ戦         | リーグ戦         | リーグ杯         | リーグ杯         | オープン杯       | オープン杯       | 期間通算         | 期間通算         |
| 年度             | クラブ           | 背番号           | リーグ           | 出場             | 得点             | 出場             | 得点             | 出場             | 得点             | 出場             | 得点             |
| 日本             | 日本             | 日本             | 日本             | リーグ戦         | リーグ戦         | JSL杯            | JSL杯            | 天皇杯           | 天皇杯           | 期間通算         | 期間通算         |
| ---------------- | ---------------- | ---------------- | ---------------- | ---------------- | ---------------- | ---------------- | ---------------- | ---------------- | ---------------- | ---------------- | ---------------- |
| 1988-89          | 日立             |                  | JSL2部           |                  |                  |                  |                  |                  |                  |                  |                  |
| 1989-90          | 日立             | 7                | JSL1部           | 13               | 2                | 1                | 0                |                  |                  |                  |                  |
| 通算             | 日本             | 日本             | JSL1部           | 13               | 2                | 1                | 0                |                  |                  |                  |                  |
| 通算             | 日本             | 日本             | JSL2部           |                  |                  |                  |                  |                  |                  |                  |                  |
| 総通算           |                  |                  |                  |                  |                  |                  |                  |                  |                  |                  |                  |

## 代表歴
- ブラジル代表
  - 1978年 - FIFAワールドカップ
  - 1979年 - コパ・アメリカ
  - 1980年 - ムンディアリート

### 試合数
- 国際Aマッチ 25試合 5得点（1978年-1981年）[7]

| ブラジル代表 | 国際Aマッチ | 国際Aマッチ |
| 年           | 出場        | 得点        |
| ------------ | ----------- | ----------- |
| 1978         | 2           | 0           |
| 1979         | 6           | 0           |
| 1980         | 8           | 4           |
| 1981         | 9           | 1           |
| 通算         | 25          | 5           |

## 指導歴
- 1990年 - 1992年  日立製作所：コーチ
- 1993年  柏レイソル：ヘッドコーチ
  - 1993年9月  柏レイソル：監督代行
- 1994年 - 1995年  柏レイソル：監督
- 2005年 - 2011年  サンパウロFC U-17：監督
- 2012年 -  サンパウロFC U-20：監督

## 監督成績
| 年度 | 所属    | クラブ | リーグ戦 | リーグ戦 | リーグ戦 | リーグ戦 | リーグ戦 | リーグ戦 | カップ戦   | カップ戦 |
| 年度 | 所属    | クラブ | 順位     | 試合     | 勝点     | 勝       | 分       | 敗       | ナビスコ杯 | 天皇杯   |
| ---- | ------- | ------ | -------- | -------- | -------- | -------- | -------- | -------- | ---------- | -------- |
| 1993 | 旧JFL   | 柏     | -        |          | -        |          | -        |          | -          | -        |
| 1994 | 旧JFL   | 柏     | 準優勝   | 30       | -        | 25       | -        | 5        | 1回戦      | 予選敗退 |
| 1995 | Jリーグ | 柏     | 14位     | 26       | 22       | 7        | -        | 19       | -          | -        |

- 1993年は監督代行。
- 1995年はサントリーシリーズ（第1ステージ）のみ指揮。順位はサントリーシリーズのもの。

## タイトル

### クラブ
サンパウロFC
- ブラジル全国選手権　1回 (1977年)

サントスFC
- サンパウロ州選手権　3回 (1980年、1981年、1984年)
- キリンカップ　1回 (1985年)

CRヴァスコ・ダ・ガマ
- リオデジャネイロ州選手権　1回 (1987年)